# José Iranzo Presencia
José Iranzo Presencia (Ontinyent, 10 de febrer de 1833 - València, 1905) fou un advocat i polític valencià, diputat a les Corts Espanyoles durant la restauració borbònica.

## Biografia
Pertanyia a una família de burgesos terratinents, estudià als escolapis de València i es llicencià en dret a la Universitat de València el 1856, alhora que feia alguns escrits en valencià com a deixeble de Vicent Boix i Ricarte. També es va unir a la Unió Liberal i el 1866 es casà amb la filla de Manuel Benedito Calzada.
Fou membre de la Junta del Col·legi d'Advocats de València i donà suport la revolució de 1868. Aleshores ingressà en el Partit Constitucional i fou membre de la Diputació de València el 1874 i el 1878 pel districte del Mercat de València. El 1873 fou vocal de la Junta del Port de València. Ja membre del Partit Liberal Fusionista, fou diputat pel districte d'Albaida a les eleccions generals espanyoles de 1881 i 1886. El 1885 fou nomenat alcalde de València, però hagué de renunciar per a poder ocupar l'escó.
El 1890 presidí el Cercle Liberal de València, fou membre de la Reial Acadèmia de Belles Arts de Sant Carles i conseller de la sucursal del Banc d'Espanya a València. Fou senador per la província de València el 1894-1896. El 1898 va patir una apoplexia que l'obliga a retirar-se de la política. Fou pare de Manuel Iranzo Benedito